# Plougoumelen
Plougoumelen är en kommun i departementet Morbihan i regionen Bretagne i nordvästra Frankrike. Kommunen ligger i kantonen Auray som tillhör arrondissementet Lorient. År 2022 hade Plougoumelen 2 599 invånare.

## Befolkningsutveckling
Antalet invånare i kommunen Plougoumelen
| Referens: INSEE |